# Samba de roda (álbum de Candeia)
Samba de roda é o terceiro álbum de estúdio do sambista carioca Candeia. Foi lançado em 1975 pela gravadora Tapecar.

## Faixas

### Disco
Lado A
1. Brinde ao cansaço (Candeia) - 3:33
2. Conselhos de vadio (Alvarenga) - 4:00
3. Alegria perdida (Candeia / Wilson Moreira) - 2:50
4. Camafeu (Martinho da Vila) - 3:34
5. Sinhá dona da casa (Candeia / Netinho) - 2:34
6. Acalentava (Candeia) - 3:17

Lado B
1. Seleção de Partido Alto:	Samba na tendinha (Candeia) - Já clareou (Dewett Cardoso) - Não tem veneno (Candeia / Wilson Moreira) / Eskindôlelê (Candeia) / Olha hora Maria (Folclore / Adaptação: Candeia) - 11:22
2. Motivos folclóricos da Bahia: a) capoeira: Ai, Haydê (Folclore) - Paranauê (Folclore / Adaptação: Candeia) b) maculelê: Sou eu, sou eu (Folclore) - Não mate homem (Folclore / Adaptação: Candeia) c) candomblé: Deus que lhe dê (Folclore) - Salve! Salve! (Folclore / Adaptação: Candeia)  d) samba de roda: Porque não veio (Folclore / Adaptação: Candeia) - 6:38

## Ficha técnica
Músicos
- Arlindo : cavaquinho
- Bezerra : berimbau
- Carlinhos : atabaque
- Doutor : repinique
- Elizeu Felix : tamborim
- Gilson de Freitas : ganzá
- Grupo Nosso Samba : coro
- Luna : tamborim
- Marçal (Nilton Delfino Marçal) : cuíca e surdo
- Neco (Daudeth Azevedo) : violão
- Neném : cuíca
- Pedro dos Santos (Pedro Sorongo) : ritmo
- Risadinha : pandeiro
- Sérgio Barrozo : contrabaixo
- Wilson Canegal : agogô
- Wilson das Neves : bateria